# Villa Getty
Pour les articles homonymes, voir Getty.
La Villa Getty est un musée américain consacré aux collections d'antiquités, fondé en 1974 par le magnat de la finance et du pétrole J. Paul Getty. Elle se trouve dans le quartier Pacific Palisades, dans l'agglomération de Los Angeles, en Californie, à l'ouest des États-Unis. Son architecture reprend celle de la villa des Papyrus d'Herculanum. Avec le Getty Center, la Villa Getty est l’un des deux sites du J. Paul Getty Museum. Elle constitue une institution éducative et un musée consacré à l’étude des arts et des cultures de la Grèce antique, de Rome et de l’Étrurie. La collection du musée compte 44 000 antiquités grecques, romaines et étrusques datant de 6 500 av. J.-C. à 400 après J.-C., parmi lesquelles les statues de l'Héraclès de Lansdowne et de l'Athlète de Fano. Le campus de la Villa Getty propose une formation universitaire de  maîtrise (master) en conservation archéologique et ethnographique en lien avec l'UCLA.

## Histoire

### Fondation
Le magnat du pétrole J. Paul Getty commence à constituer sa collection d'art dès les années 1930, qu'il enrichit, à partir de 1939, d'œuvres antiques. Dans les années 1950, il parcourt le bassin méditerranéen, acquiert des villas en Italie et s'intéresse de près à l'Antiquité.
En 1945, J. Paul Getty acquiert un terrain de 64 ares à Malibu, dans l'agglomération de Los Angeles. En 1954, le magnat du pétrole ouvre une galerie à côté de sa maison à Pacific Palisades,. Rapidement à court de place, il fait construire un deuxième musée, la Villa Getty, sur sa propriété, en bas de la colline de la galerie d’origine. Ce musée est une reconstitution de la villa des Papyrus d'Herculanum et introduit des détails supplémentaires inspirés de plusieurs autres sites antiques. Les bâtiments sont conçus par architectes Robert E. Langdon Jr. et Ernest C. Wilson Jr., en consultation avec l’archéologue Norman Neuerburg. J. P. Getty s'est directement impliqué dans le projet d'architecture. Le musée ouvre ses portes en 1974, mais il n’a jamais été visité par Getty, décédé en 1976.
Après sa mort, la fondation du Getty (Getty Trust) hérite d'une large part de la fortune du milliardaire ; elle est dotée de 661 millions de dollars et commence à planifier dans les années 1980 un campus culturel beaucoup plus grand, le Getty Center, à proximité de Brentwood, un quartier de Los Angeles. Le projet s'est heurté à l'opposition des habitants du quartier et a finalement été revu pour limiter la superficie du Getty Center.  Pour répondre aux besoins d’espace, le musée est divisé en deux sites, dont celui de la Villa Getty qui abrite les collections grecques, romaines et étrusques.
Dans les années 1980, la collection n'a cessé de s'enrichir, notamment sous la direction de Marion True : vases, sculptures, objets précieux gréco-romains ont été intégrés au musée. Dans le même temps, l'origine géographique des collections s'est élargie aux anciennes provinces romaines d'Europe septentrionale, d'Egypte et du Proche-Orient. La Villa Getty a également développé des programmes et des animations afin de démocratiser l'accès à la culture antique : symposiums d'experts, conférences pour le grand public, des représentations théâtrales, etc..

### Legs et rénovation des années 1990
Dans les années 1990, le musée reçoit le legs d'œuvres le plus important depuis celui de J. Paul Getty lui-même : environ trois cents objets de la collection de Lawrence et Barbara Fleischman, en grande partie en donation, rejoignent les collections du Getty.
En 1993, la fondation Getty choisit les architectes de Boston Rodolfo Machado et Jorge Silvetti pour la rénovation de la Villa Getty et de son campus. L’entrée principale est déplacée, des fenêtres et des puits de lumière sont installés dans les galeries supérieures et de nouveaux bâtiments sont ajoutés au campus, notamment un nouveau parking, un pavillon d’entrée et un théâtre classique en plein air. La rénovation emploie des conceptions et des matériaux modernes - bois, bronze, verre, travertin et béton - qui s’harmonisent avec le style original de la Villa Getty. La rénovation prévoyait l'ouverture d'un centre d'archéologie comparative au sein duquel divers organismes sous l'égide de l'organisation Getty travaillent en partenariat pour développer l'octroi de bourses d'études en archéologie, former des conservateurs et assurer l'éducation du plus grand nombre.
En 1997, une partie de la collection d’antiquités est déplacée au Getty Center pour y être exposées et la villa Getty est fermée pour rénovation.  La collection est restaurée pendant la rénovation. En 2004, pendant la rénovation, le musée et l’Université de Californie à Los Angeles (UCLA) ont organisé des instituts d’été en Turquie pour la préservation de l’art du Moyen-Orient.

### Années 2000-2010
Après 9 ans de fermeture pour travaux, le musée a rouvert le 28 janvier 2006. La Villa Getty Villa présente alors ses collections d'art organisées par thèmes, par exemple, « Dieux et Déesses », « Dionysos et le théâtre, » et « Histoires de la guerre de Troie », etc. Le nouveau plan de la villa – conçu par Machado et Silvetti Associates (qui étaient également responsables des plans du musée rénové) – est agencé pour simuler une fouille archéologique. La rénovation a coûté 275 millions de dollars (plus de 227 millions d'euros). Architectural Recorda a fait l’éloge de leur travail sur la Villa Getty en évoquant « un quasi-miracle – [...] Un travail magistral... créant un ensemble sophistiqué de bâtiments, de places et d’aménagements paysagers qui fournit enfin un véritable écrin pour une relique d’une autre époque et d’un autre lieu. »
En 2016-2018, la collection a été réinstallée dans un arrangement chronologique en mettant l’accent sur des thèmes d’histoire de l’art. C'est l'époque d'une controverse avec les gouvernements grec et italien selon laquelle les objets de la collection Getty ont été pillés et devraient être rendus à leurs pays d'origine.  En 2006, le Getty a promis de restituer quatre objets pillés en Grèce : une stèle (pierre tombale), un relief en marbre, une couronne funéraire en or et une statue en marbre.  En 2007, le Getty a signé un accord pour restituer 40 objets pillés à l’Italie.

### Le musée aujourd'hui
Le bâtiment a été fermé aux visiteurs à la mi-mars 2020, mais depuis le 5 juin 2021, il est à nouveau ouvert au public. La villa abrite la collection de J. Paul Getty composée d'environ 44 000 pièces d'antiquités grecques, romaines et étrusques. Le musée comporte vingt-trois galeries pour les expositions permanentes (permettant d'exposer 1 200 pièces simultanément) et 5 autres galeries consacrées aux expositions temporaires. L'année de l'ouverture, le musée disposait d'un budget record de 700 millions de dollars. Actuellement, le budget annuel se situe autour de 100 millions de dollars servant la politique d'acquisitions.

### Polémiques
Le musée a été récemment impliqué dans une affaire de pièces archéologiques ayant quitté l'Italie de manière illicite. Après un bras de fer avec l'État italien, le musée s'est finalement engagé en 2007 à restituer à l'Italie quarante pièces, dont la célèbre «Vénus de Morgantina», qui a finalement regagné la Sicile en 2011.

## Accès et conditions de visite
En 2022, l'entrée de la Villa Getty est gratuite mais nécessite une réservation qui se fait sur le site du musée ou en téléphonant au (310) 440-7300. Les heures d'ouverture sont 10h-17h sauf le mardi, jour de fermeture. Le site est ouvert pour les événements qui ont lieu le soir. Les groupes de plus de 15 visiteurs doivent faire l'objet d'une réservation par un formulaire en ligne, par courriel ou par téléphone. La Villa Getty n’est pas disponible comme site pour les mariages ou autres fêtes privées.
L'accès du musée peut se faire par voiture ou par autobus (Metro bus line 534, arrêts à Pacific Coast Highway et Coastline Drive, juste en face de l’entrée Villa Getty). Le musée de la Villa Getty est situé dans un canyon, de sorte que certains appareils de téléphonie mobile ne reçoivent pas de signal. Il est possible de se connecter au réseau sans fil gratuit GettyLink dans la plupart des salles. Pour les malentendants, des appareils d’écoute assistée (ALD) gratuits sont disponibles pour toutes les visites. Des fauteuils roulants sont disponibles à la location gratuite selon le principe du premier arrivé, premier servi dans le pavillon d’entrée.
Le parking est payant avec un forfait à la journée de 20 dollars, 15 dollars après 15h. Il est possible de réserver une place de stationnement à l'avance. La recharge des véhicules électriques (niveaux 1 et 2) est disponible selon le principe du premier arrivé, premier servi ; des bornes électriques existent au parking sud (rampe P2 à P1) et au parking central (près de l’entrée).
Les sacs et petits sacs à dos sont autorisés dans les salles, à condition qu'ils soient portés devant par les visiteurs. Les sacs plus grands doivent être déposés au vestiaire dans l’atrium. Les bagages peuvent faire l’objet d’une inspection de sécurité. Les matières dangereuses et les armes de toute nature sont interdites. Il est possible d'apporter de la nourriture et des boissons non alcoolisées, ainsi que de faire un pique-nique dans les aires communes. Il n'est pas autorisé d'apporter des boissons alcoolisées. Mais, de la bière et du vin sont disponibles à l’achat sur place. Les animaux domestiques ne sont pas admis sauf les chiens guides d'aveugle. Il est interdit de fumer dans les salles. Les photographies et les prises de vidéo sont autorisées sous certaines conditions, sans flash.
L’application GettyGuide comprend une visite guidée des points forts de la collection dans dix langues. Un plan imprimé et un guide de la Villa Getty sont disponibles en neuf langues. La boutique du musée propose une large gamme de cadeaux et de souvenirs inspirés du monde antique : bijoux, jouets, livres, cartes postales, etc. L'accès de la boutique se trouve en face de l’entrée du musée et en dessous du café. Elle est ouverte tous les jours entre 10h et 17h30 sauf le mardi.

## Programmes et activités
La Villa Getty accueille des spectacles dans son auditorium intérieur et son théâtre en plein air. Parmi les pièces de théâtre jouées en salle, on peut citer Les Troyennes et Hélène d’Euripide ainsi que Les Grenouilles d’Aristophane.  Les performances musicales intérieures sont généralement en rapport à des expositions d’art : Musica Angelica Baroque Orchestra, De Organographia, Sones de México Ensemble Chicago, Songs from the Fifth Age. L’auditorium a également tenu une lecture publique de L'Iliade d’Homère. La Paix d’Aristophane, Agamemnon d’Eschyle et Electre de Sophocle comptent parmi les représentations en plein air. La Villa Getty accueille également des expositions itinérantes en plus de ses propres collections. Par exemple, en mars 2011, « À la recherche des terres bibliques » était une exposition photographique qui montrait des scènes du Moyen-Orient datant des années 1840.
La Villa Getty propose des programmes éducatifs pour les enfants. Une galerie spéciale du Forum familial propose des activités telles que la décoration de vases grecs. La salle dispose également des répliques en polystyrène d'accessoires appartenant à la culture grecque et romaine que les enfants peuvent manipuler et utiliser pour projeter des ombres. La Villa Getty propose également des guides pour enfants pour les autres expositions.
Le Getty Conservation Institute propose un programme universitaire préparant une maîtrise en conservation archéologique et ethnographique en association avec le Cotsen Institute of Archaeology de l’UCLA. Les cours et les recherches sont menés dans l’aile de la maison du ranch. Le programme est le premier du genre aux États-Unis.

## Campus

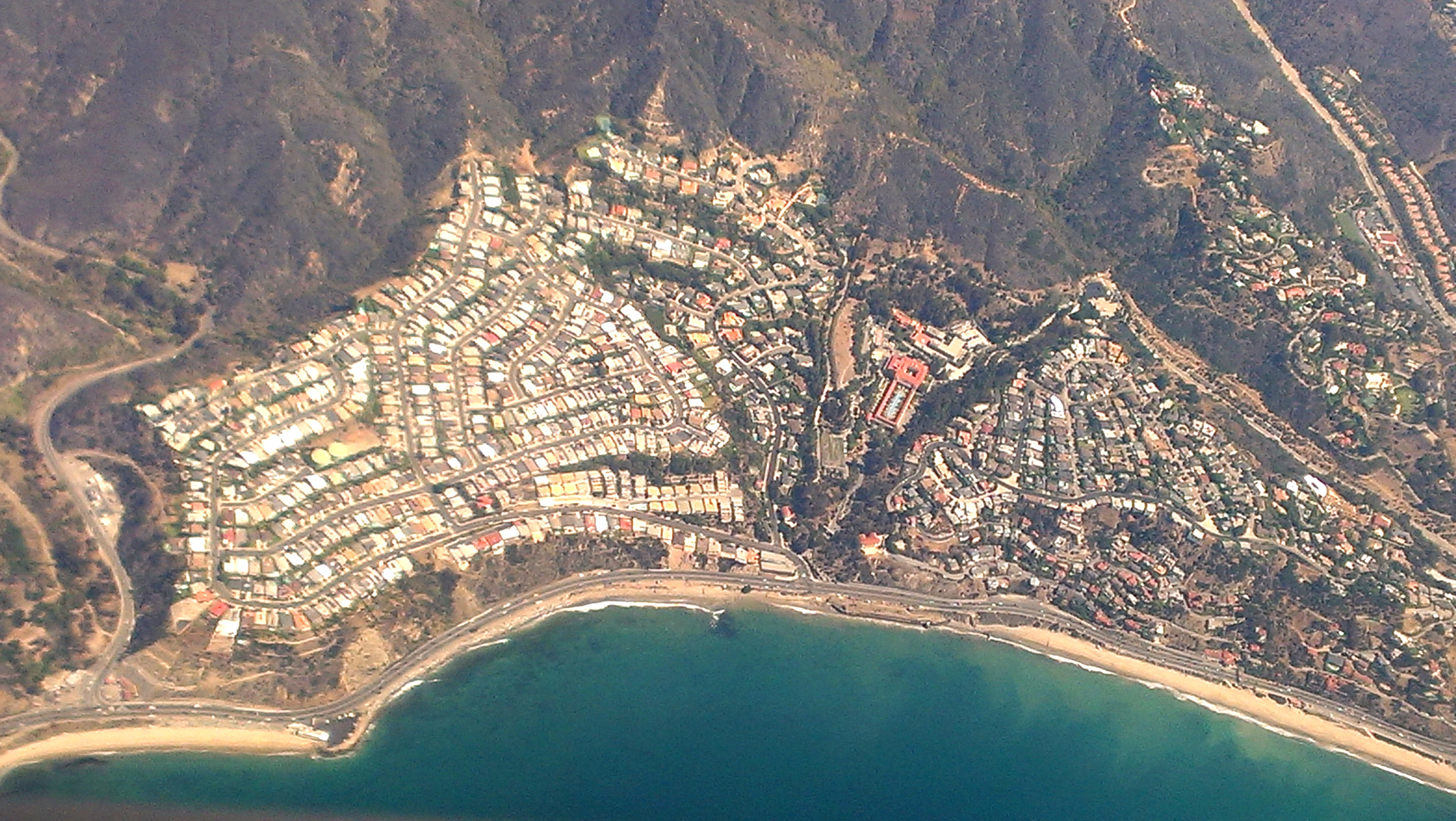
Le site du campus de la Villa Getty. Vue aérienne.

La Villa Getty se trouve à Malibu, dans le quartier de Pacific Palisades dans le comté de Los Angeles. Le complexe muséal de 26 ha se trouve sur une colline surplombant l’océan Pacifique, à environ 30 mètres de l’entrée de la propriété. Un pavillon d’entrée extérieur de 230 m2 est également construit sur la colline près parking de 248 places sur quatre étages au sud du péristyle extérieur.
À l’ouest du musée se trouve un théâtre en plein air de 450 places où sont organisés des spectacles en soirée ; le théâtre est construit selon les plans d'un théâtre grec antique et porte le nom de Barbara et Lawrence Fleischman, de grands collectionneurs d'art antique. Le théâtre fait face au côté ouest de la Villa et utilise son entrée comme scène. Au nord-ouest du théâtre se trouve un bâtiment de trois étages de 1 440 m2 qui contient la boutique du musée au niveau inférieur, un café au deuxième niveau et une salle à manger privée au niveau supérieur.
Au nord de la villa se trouve un auditorium intérieur de 250 places et d'une superficie de 930 m2.  Sur la colline au-dessus du musée se trouvent la maison-ranch privée du fondateur et l’aile du musée que Getty a ajoutée à sa maison en 1954. Ils sont maintenant utilisés pour les bureaux de conservation, les salles de réunion et comme bibliothèque. Bien qu’il ne soit pas ouvert au public, le campus abrite la tombe de J. Paul Getty sur la colline derrière sa maison-ranch. Le parking nord de 200 places se trouve derrière le complexe du ranch.
Les jardins de la Villa Getty reprennent ceux de la Villa des Papyrus : ils comprennent des plantes et des arbustes inspirés de ceux cultivés dans les anciennes maisons romaines et utilisés pour les repas et les cérémonies.

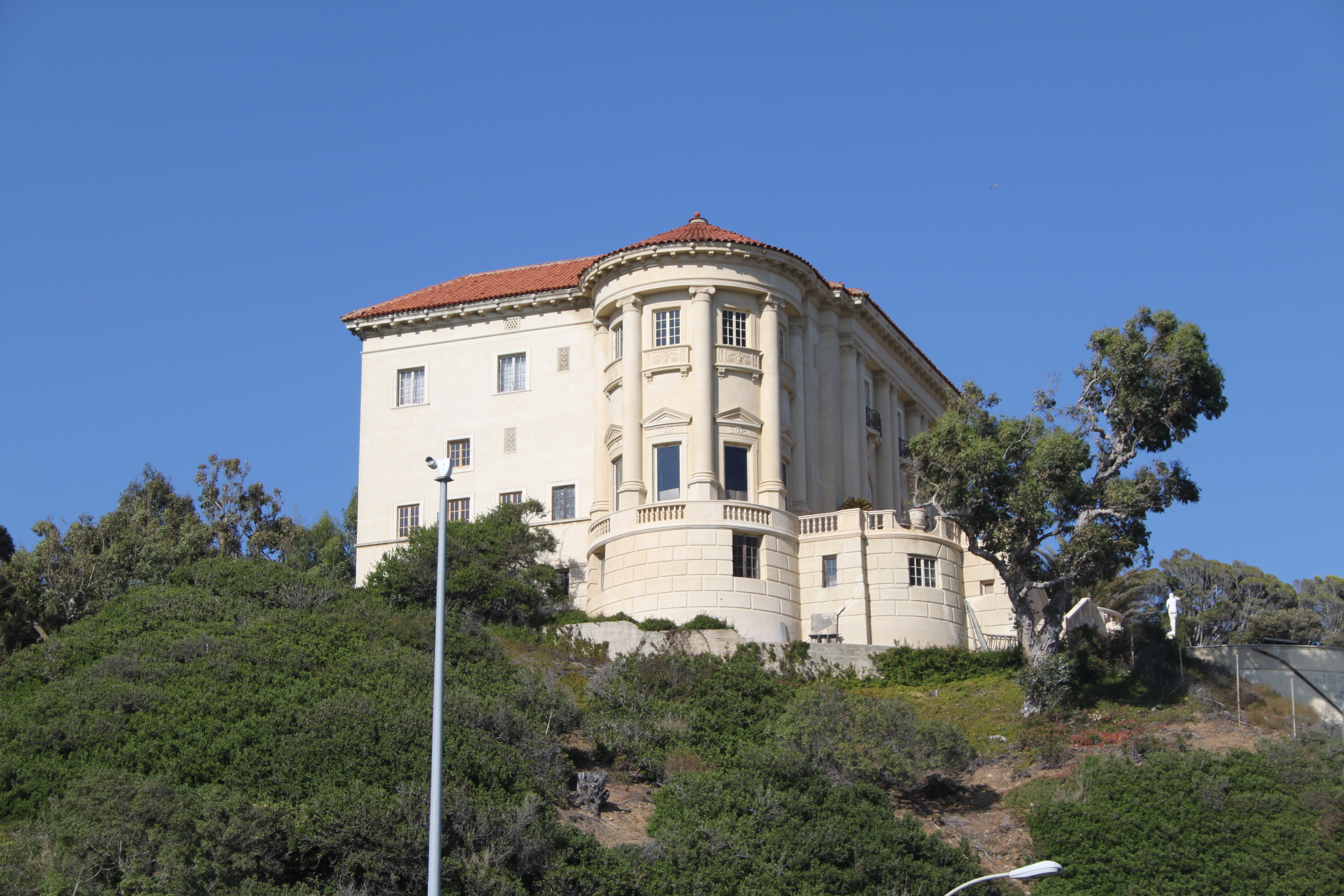
La maison-ranch de Getty
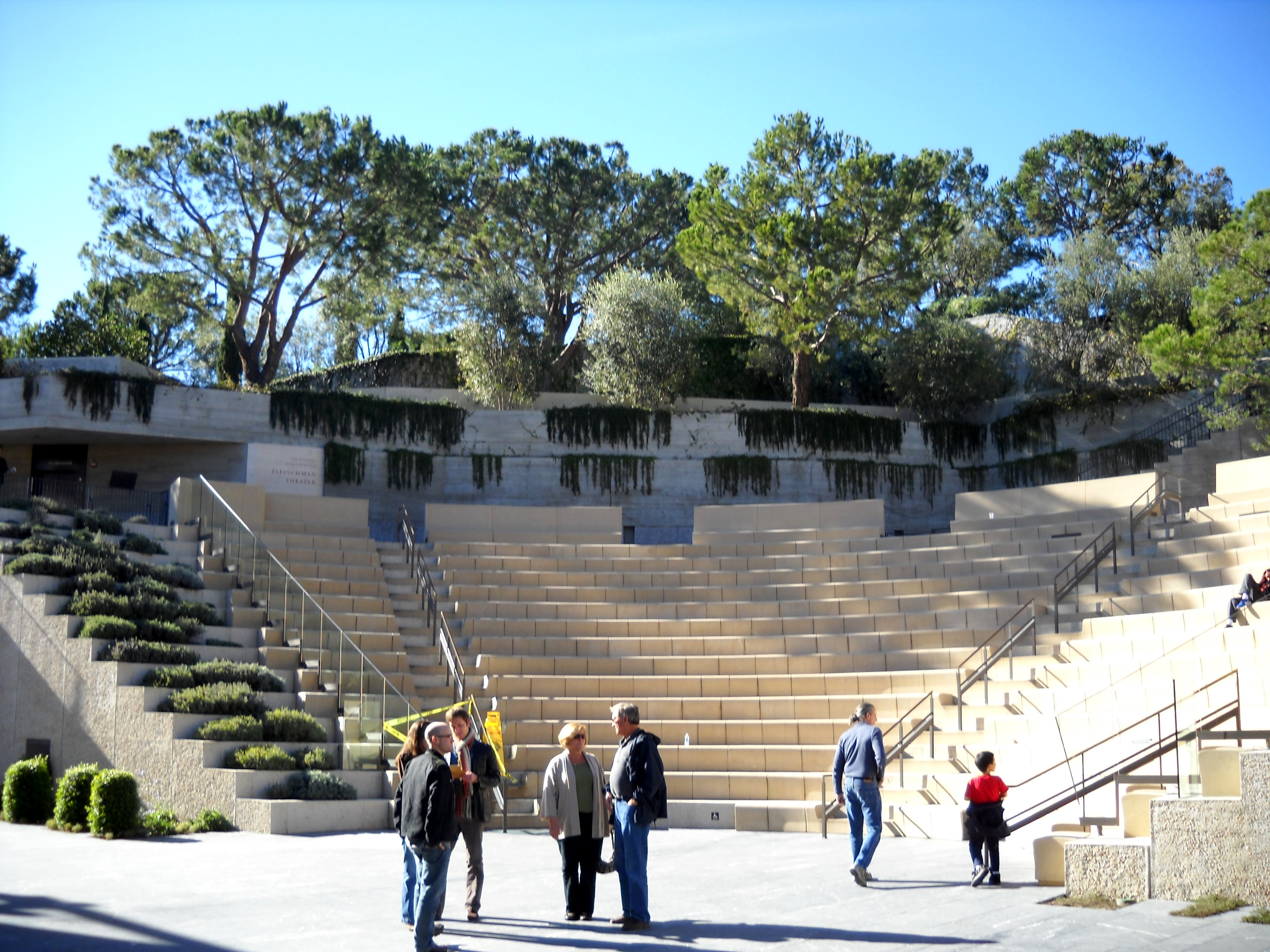
Le théâtre en plein air.
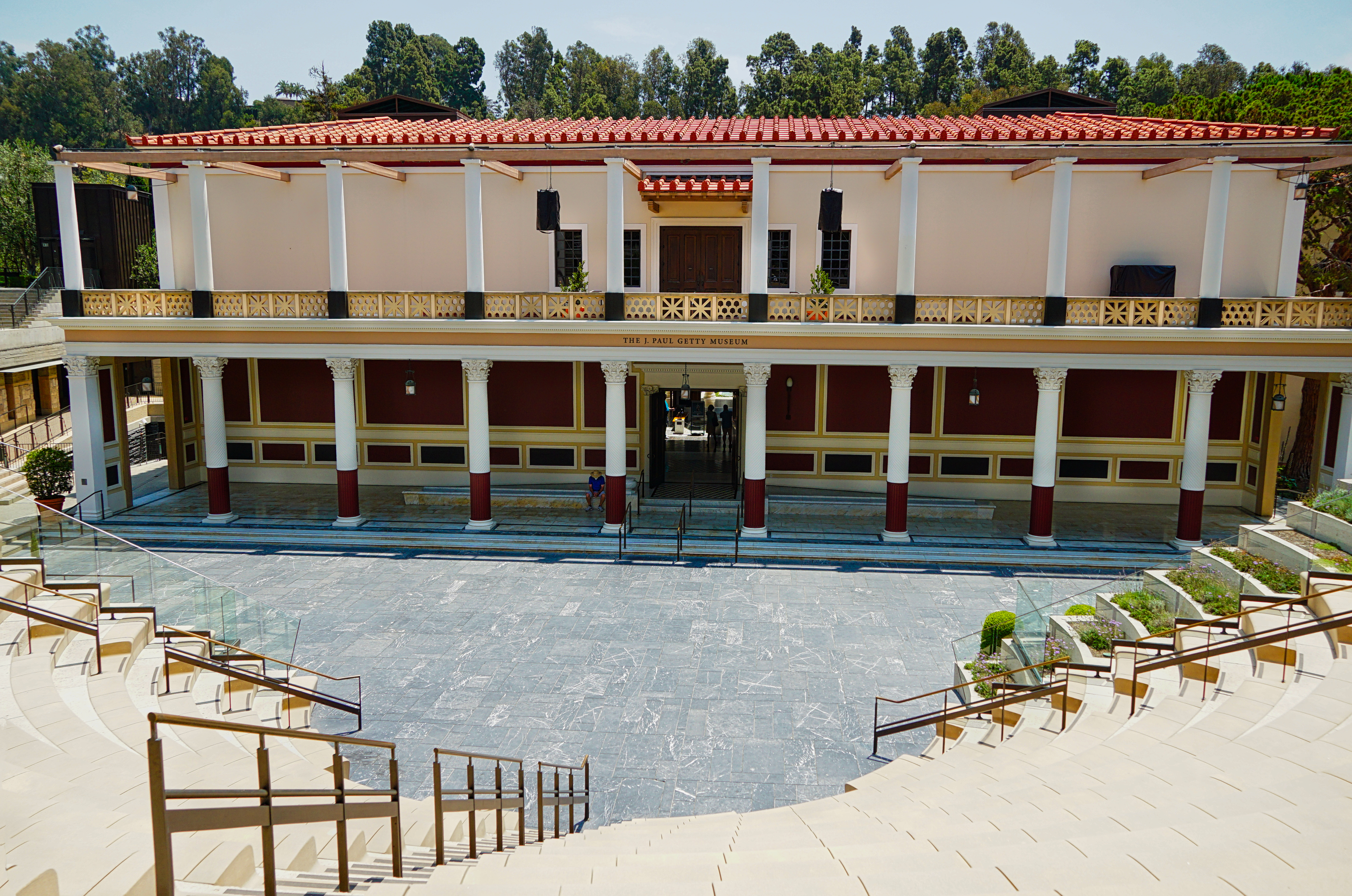
L'entrée du musée, en face du théâtre
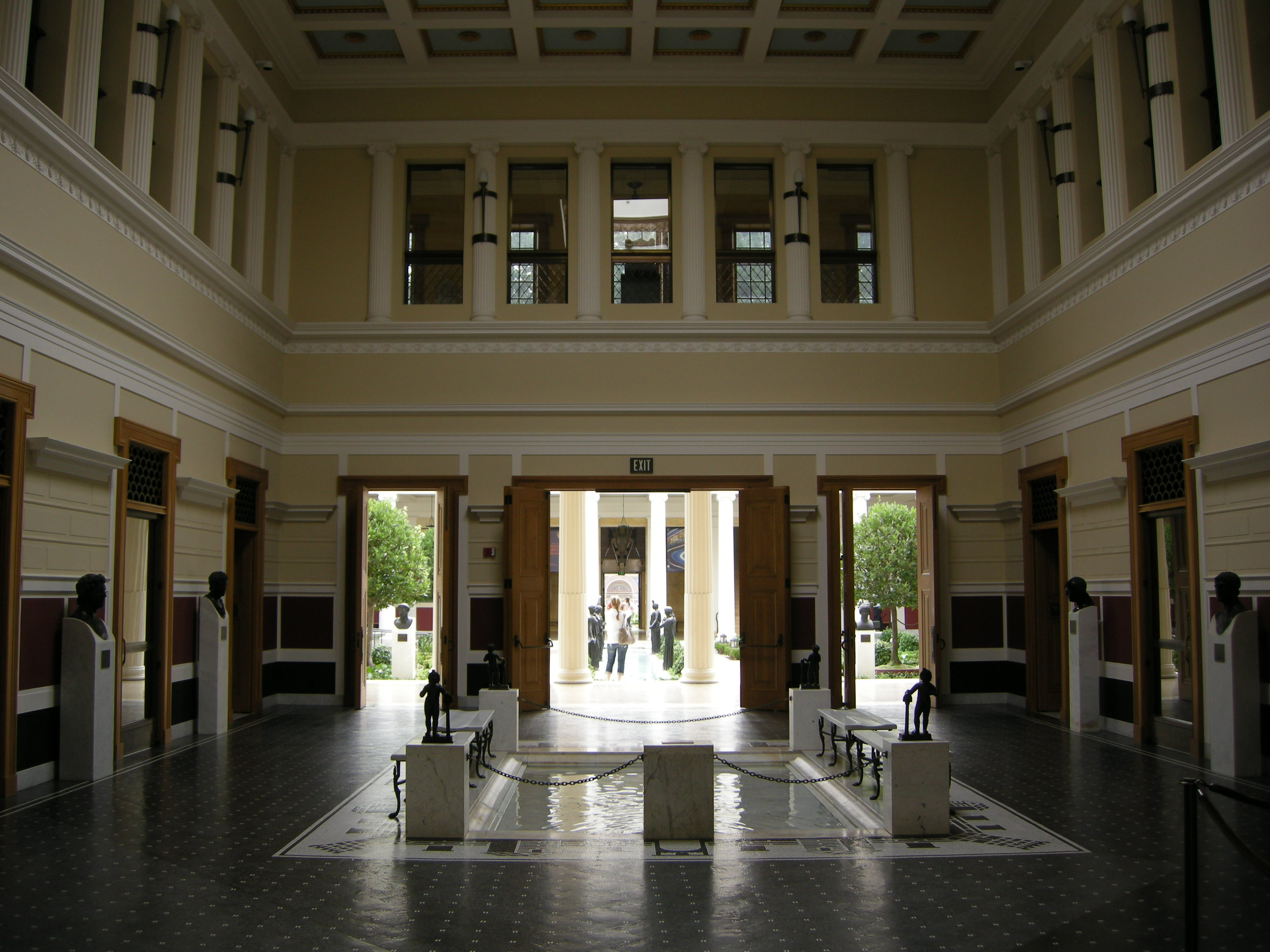
L'atrium

## La villa et le musée

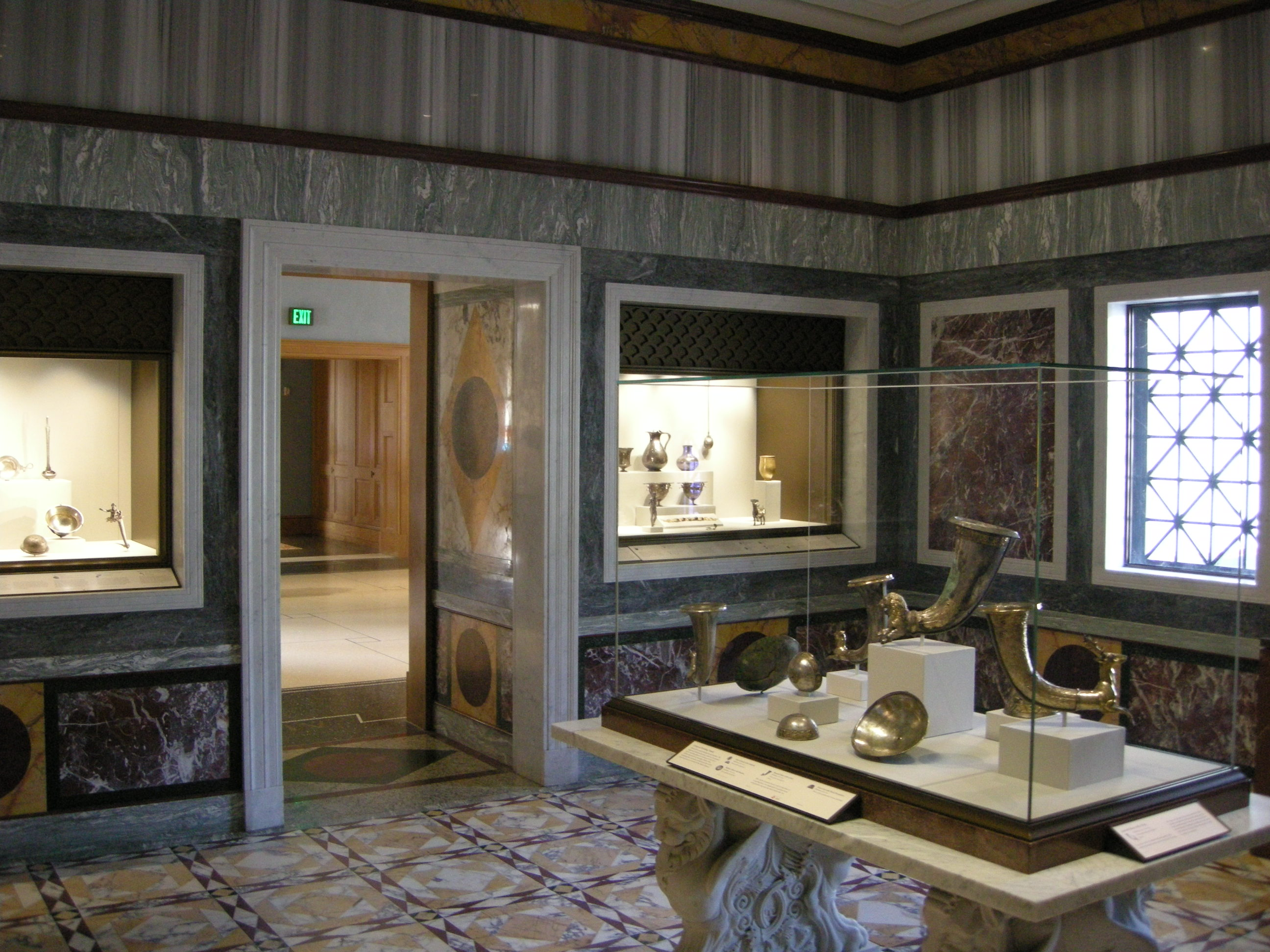
Une des salles du musée de la Villa Getty (salle 101E, rez-de-chaussée consacrée à Perse et à la Bactriane).

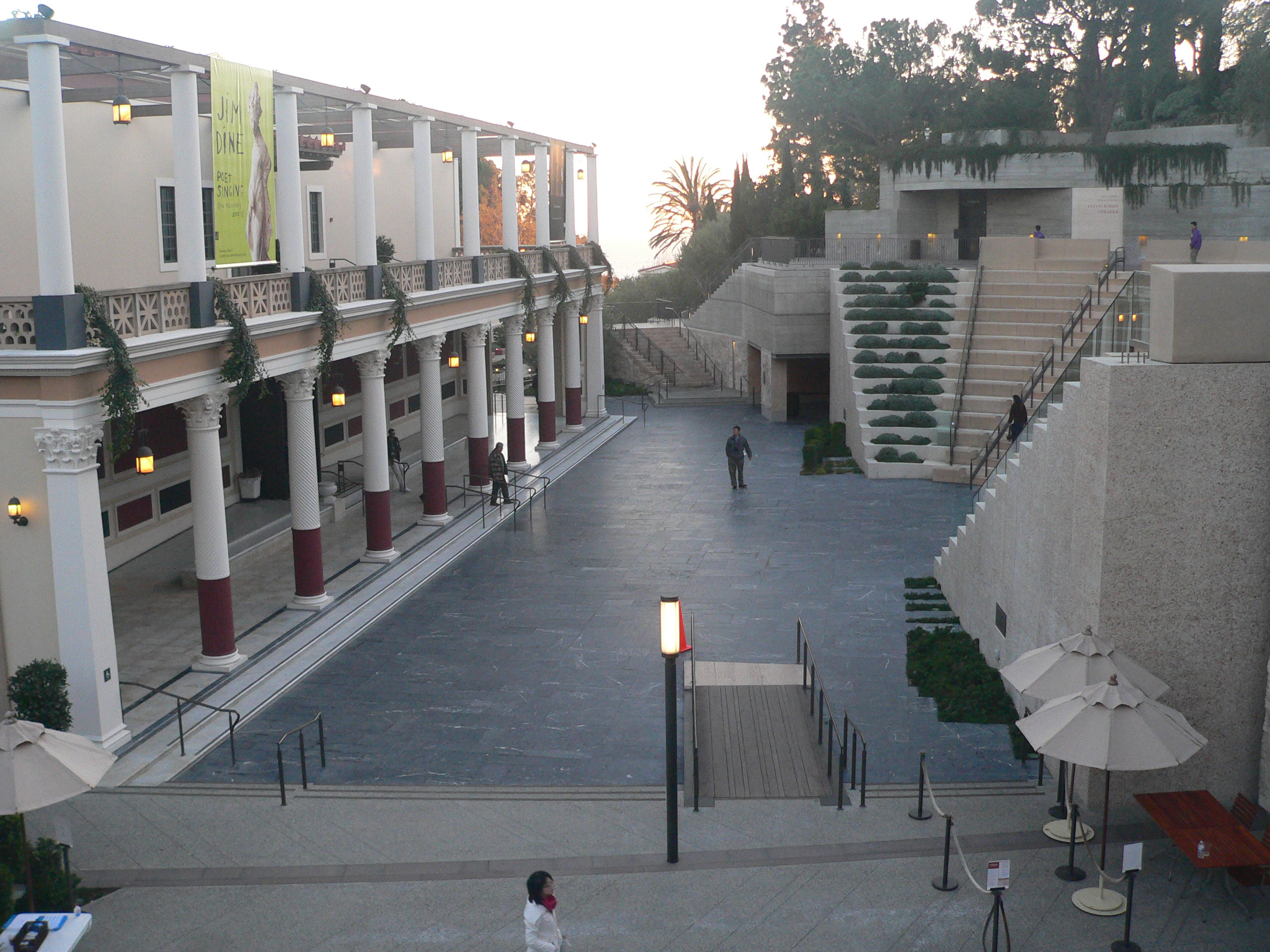
Entrée du musée à gauche, théâtre en plein air à droite

La villa, inspirée de la villa des Papyrus et d'éléments architecturaux d'habitations romaines, se compose de plusieurs sections et abrite les collections du musée. Le choix de J. Paul Getty pour abriter ses collections se porta sur une reconstruction à l'identique de cette villa antique parce que Lucius Calpurnius Piso Caesoninus, un érudit romain que le richissime Américain appréciait particulièrement, en avait sans doute été le propriétaire. La Villa des Papyrus (Villa dei Papiri) a été ensevelie par l'éruption du Vésuve en 79. Elle est redécouverte en 1750. Les fouilles archéologiques ont permis de retrouver des sculptures en bronze et en marbre, des peintures murales et plus d’un millier de rouleaux de papyrus. Mais une grande partie de la Villa des papyrus reste non fouillée. Par conséquent, les architectes de la Villa Getty ont élaboré les détails architecturaux du musée à partir d'éléments d’autres anciennes maisons romaines dans les villes de Pompéi, Herculanum et Stabiae. L’échelle, l’apparence et certains des matériaux de la Villa Getty sont copiés sur de la Villa des Papyrus, comme le plan du bâtiment, bien qu’il s’agisse d’une réplique de l’original. Le bâtiment se base sur un dessin de Karl Weber qui date du XVIIIe siècle.
Le bâtiment du musée de 9 800 m2 est disposé autour de la cour du péristyle intérieur. La rénovation du musée en 2006 a ajouté 58 fenêtres donnant sur le péristyle intérieur et un puits de lumière rétractable au-dessus de l’atrium. Il a également remplacé les planchers de granito dans les galeries et ajouté une protection anti-sismique avec de nouvelles poutres d’armature en acier et de nouveaux isolateurs dans les bases des statues et des vitrines. Le bâtiment a été conçu pour résister au feu, avec du travertin importé d'Italie, des murs en béton armé ou en acier et des toits recouverts de granulat de pierre. La végétation à l'extérieur est choisie pour résister à la sécheresse et est élaguée régulièrement. Ces mesures de précaution ont permis au musée de ne pas subir de dégâts pendant le Palissades Fire en janvier 2025,.
L'entrée du musée se fait par l'ouest par un portique soutenu par des colonnes aux chapiteaux corinthiens.
Le musée dispose de 4 500 m2 de galeries d'exposition. La villa offre aussi des aires didactiques comme le forum familial (salle 125), la salle du chronorama sur les arts grec, romain et étrusque, ainsi qu'une salle de cinéma (salle 115) qui projette un film de vingt minutes sur les collections de J. Paul Getty. Outre la collection permanente, des expositions temporaires y sont également présentées au premier étage (salles 201 à 205).
La villa et le musée sont organisés autour de trois grands espaces : l'atrium, le péristyle intérieur et le péristyle extérieur. L'ensemble est agrémenté de jardins.

### Péristyle intérieur

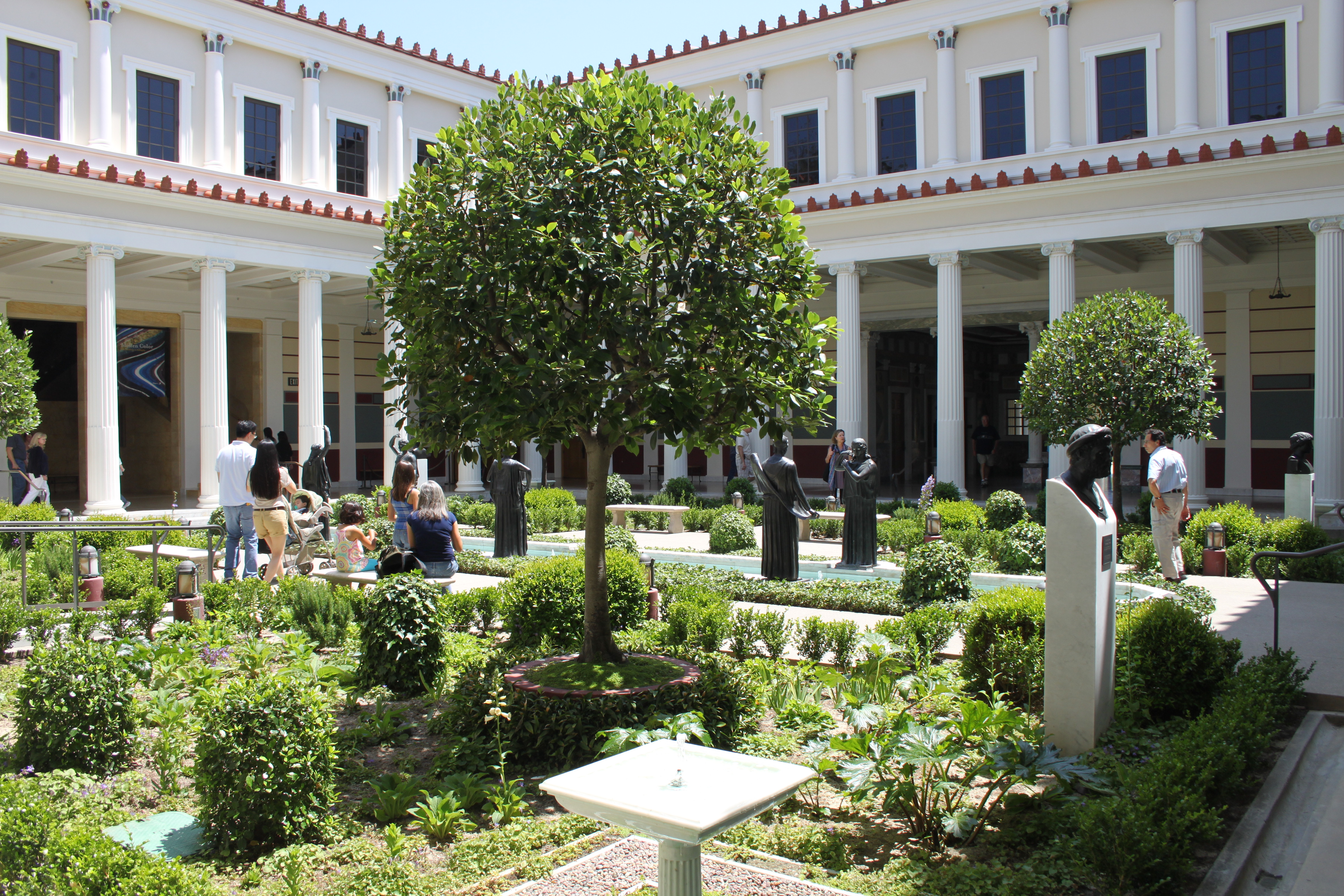
Péristyle intérieur

Le péristyle intérieur est une grande cour carrée qui abrite notamment la basilique, le temple d'Héraclès et son sol recouvert d'une mosaïque, réplique de la villa des Papyrus, en marbre jaune et gris. Le péristyle donne accès au jardin Est mais aussi au péristyle extérieur, situé au sud de la villa.
Dans les villas antiques, le péristyle était utilisé pour la promenade et la conversation. Cinq statues de jeunes femmes entourent un petit bassin au centre de la cour. Ces statues sont des reproductions d’anciennes sculptures en bronze trouvées à la Villa des Papyrus, tout comme les quatre bustes exposés à cet endroit.
Les colonnes ioniques qui forment la colonnade sont modelées d’après celles de la Maison des chapiteaux colorés (appelée aussi Maison d'Ariane) à Pompéi, tandis que les fontaines carrées en marbre dans les coins sont recréées à partir d’un dessin figurant dans un rapport de fouilles du XVIIIe siècle de la Villa des Papyrus.
La conception du plafond à caissons imite les monuments funéraires de la rue des tombes à Pompéi. Les murs comportent des panneaux qui représentent des pierres et des pilastres ; la conception est basée sur le grand péristyle de la Maison du Faune à Pompéi.

### Salles autour du péristyle intérieur

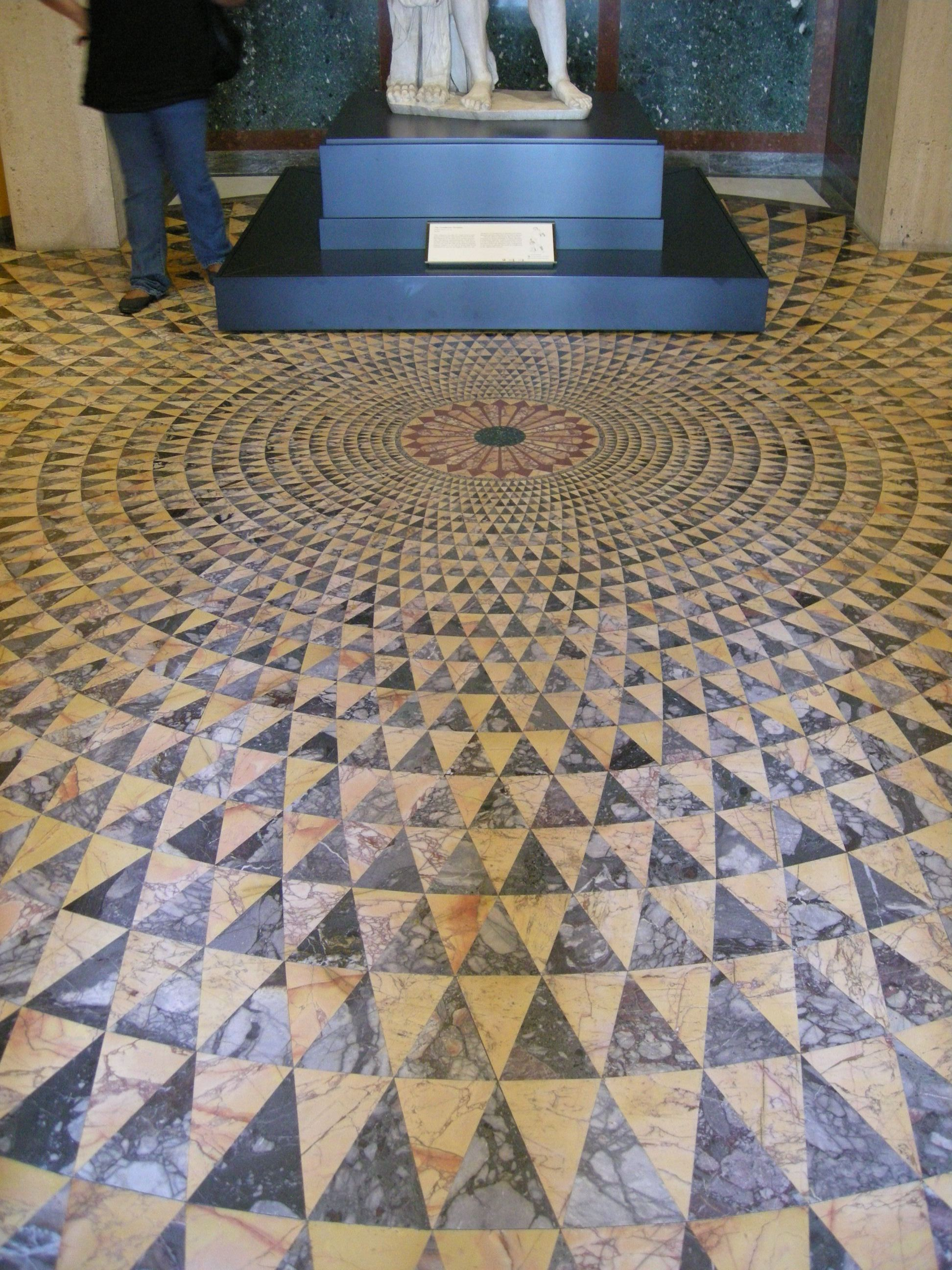
Sol en marbre du temple d'Hercule

L'atrium se situe à l'ouest de la Villa Getty, au rez-de-chaussée, entre l'entrée du musée et le péristyle intérieur ; il porte le numéro de salle 101. Dans les maisons romaines, l'atrium était la principale pièce qui comportait un compluvium destiné à recueillir les eaux de pluie dans un impluvium relié à une citerne.

Parmi les salles les plus remarquables autour du péristyle intérieur, au rez-de-chaussée, on peut citer le Temple d'Hercule et la basilique. Le sol de cette pièce est une réplique de celui trouvé dans la Villa des Papyrus ; il porte le numéro de salle 108. Son plan est circulaire et son nom vient du fait qu'il abrite l'un des chefs-d'œuvre de la collection, l'Héraclès de Lansdowne. Le sol du Temple d'Hercule est décoré de plaques de marbre jaune d'Afrique du Nord, des marbres gris foncé de Turquie, rouge du Péloponnèse, et un disque central en porphyre grec vert. 

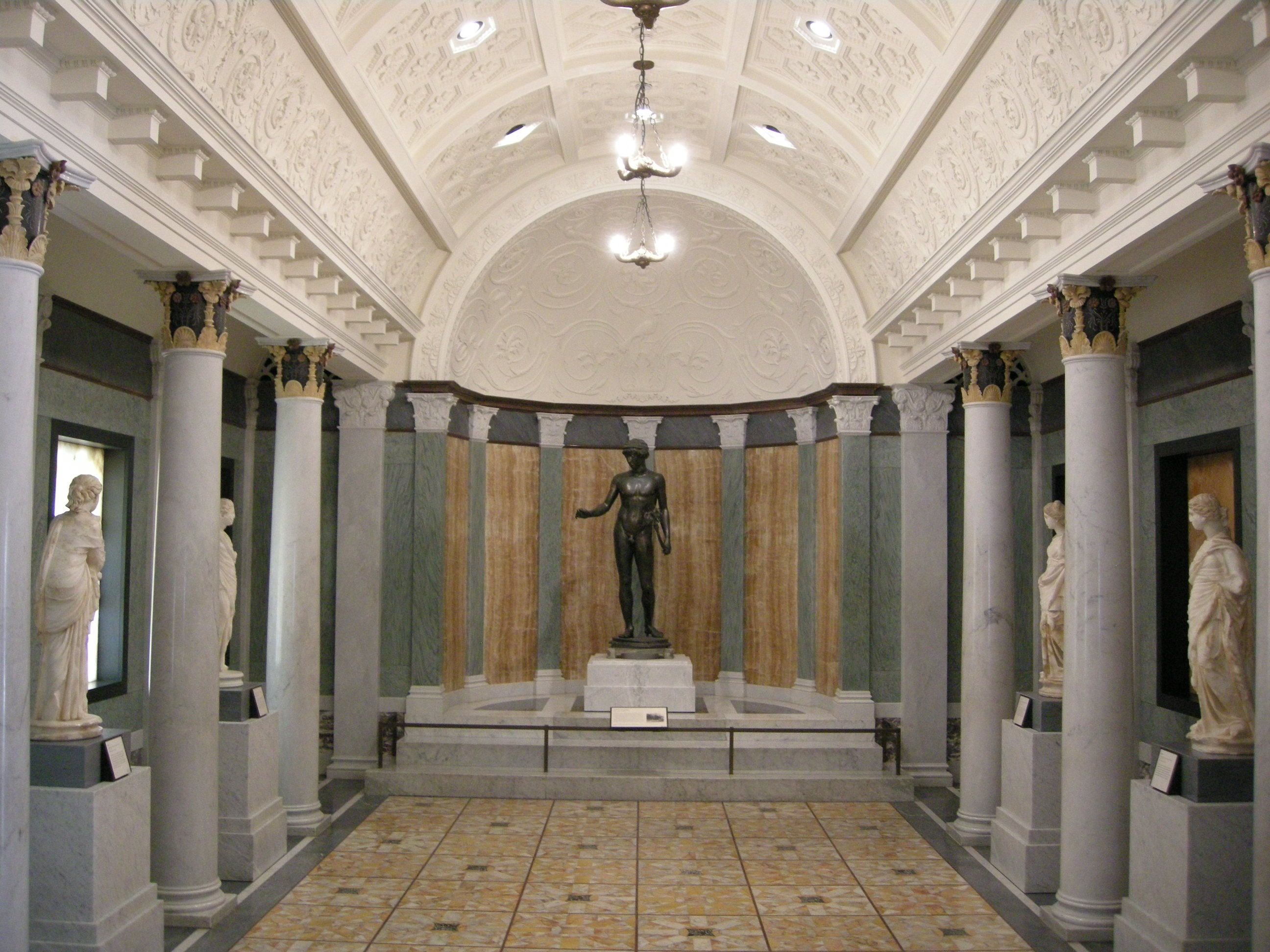
Salle de la basilique.

Dans l'antiquité, la basilique civile était un grand bâtiment couvert qui servait de lieu de réunion. Ce type de bâtiment offrant un vaste espace couvert apparaît dans l'architecture de la Grèce antique avant d'être intégré et de se développer dans l'architecture romaine, devenant un édifice caractéristique des villes romaines. Dans la Villa Getty, la salle de la basilique se trouve au nord du péristyle intérieur, au rez-de-chaussée, et porte le numéro de salle 106. Son plan reprend, en modèle réduit, celui d'une basilique classique romaine : un plan au sol rectangulaire dont l'extrémité est occupée par une abside en demi-cercle servant de tribunal ou abritant la statue de l'empereur romain. Dans la salle 106, l'abside est occupée par une statue romaine en bronze représentant un éphèbe tenant une lampe, dans un décor composé de pilastres. Entre deux colonnes sont exposées des statues en marbre.
Au premier étage se trouvent de nombreuses salles d'exposition consacrée à l'art romain et aux expositions temporaires. Au sud, la salle 213 donne accès sur un balcon-terrasse qui offre une vue sur les jardins du péristyle extérieur et sur l'océan Pacifique. Il est encadré par deux pavillons aux angles.

### Péristyle extérieur

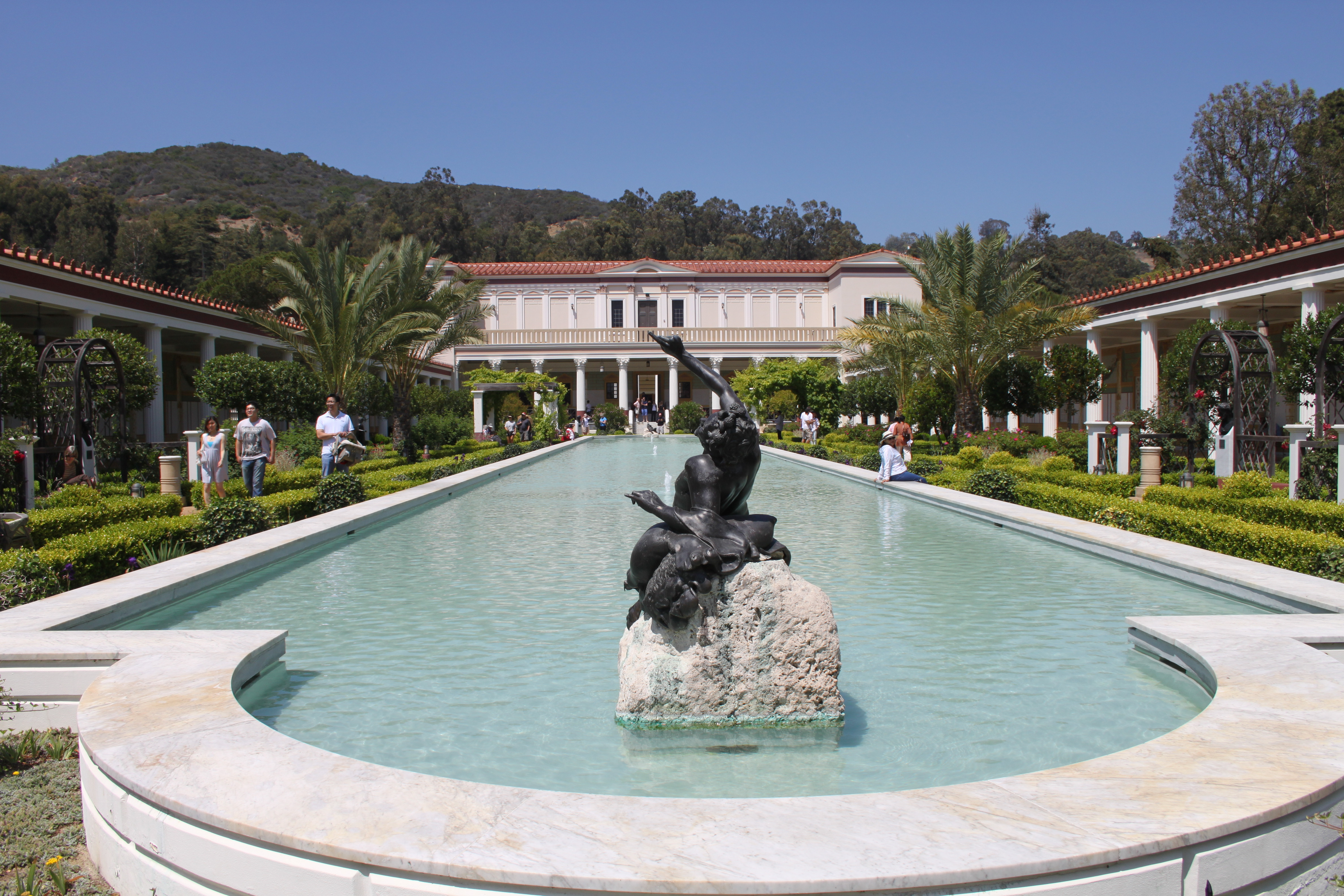
Jardins du péristyle extérieur

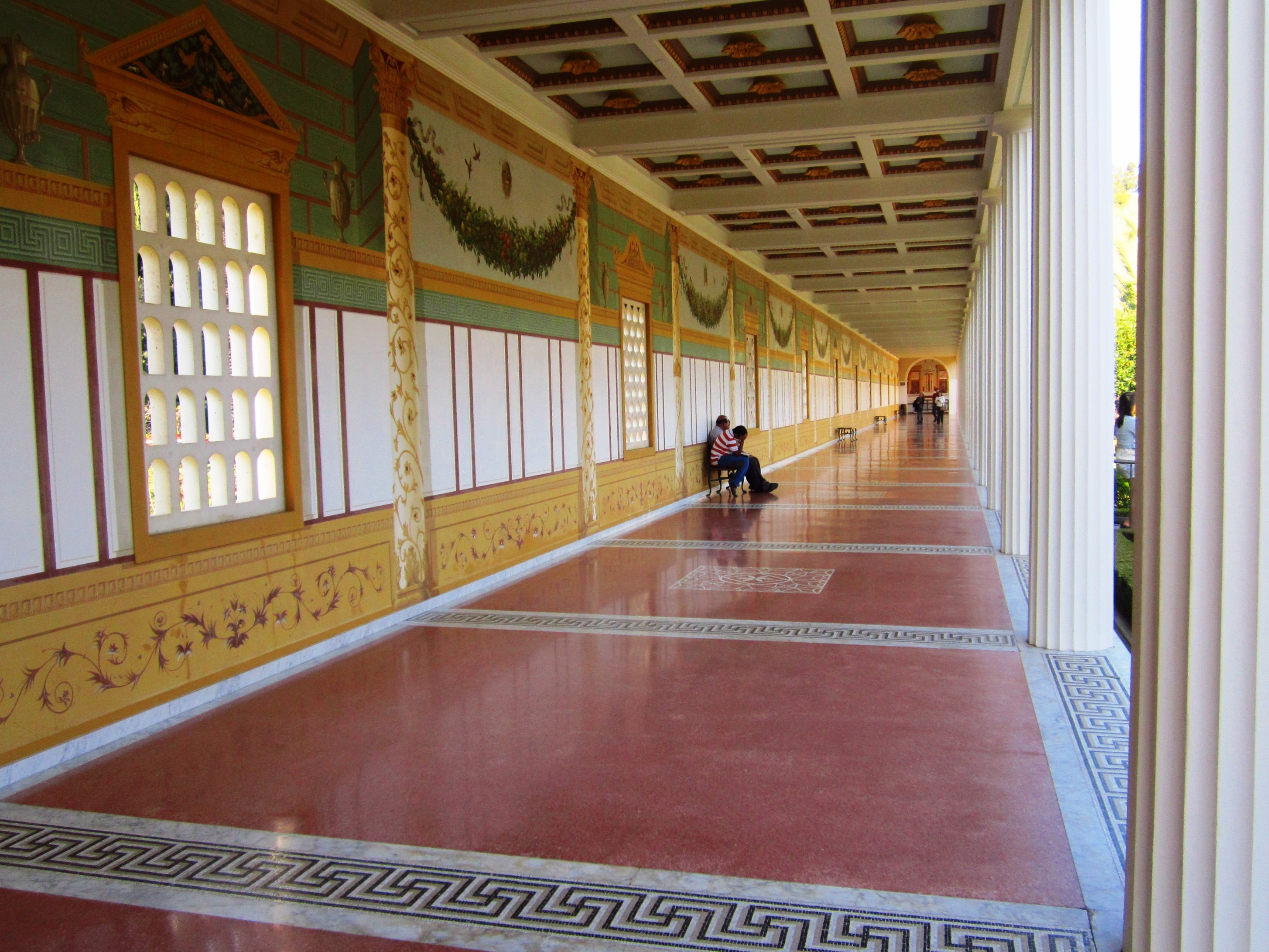
Portique donnant sur les jardins du péristyle extérieur

Dans l’antiquité romaine, le jardin extérieur du péristyle aurait été utilisé pour converser avec les invités et pour la contemplation des œuvres exposées. Il aurait également été utilisé pour faire pousser des plantes, ventiler la maison et permettre d’échapper à la chaleur.
Le péristyle extérieur de la Villa Getty a un plan rectangulaire et se trouve au sud des salles du musée. Il est entouré sur trois côtés d'un portique à colonnes cannelées blanches, supportant un toit couvert de tuiles. Il offre un imposant bassin d'eau entouré de colonnades et de jardins où sont disposées des copies en bronze de statues découvertes dans la Villa des Papyrus et exposées au musée archéologique national de Naples. Représentant des philosophes célèbres, des personnalités politiques, des divinités, des athlètes et des animaux, les statues se trouvent dans les lieux proches de l’endroit où ils se trouvaient à la Villa des Papyrus. Le mur nord présente des fresques de paysages et d’architecture copiées à la Villa des papyrus et d’une autre villa à Oplontis. Les fresques représentant des masques théâtraux sur des guirlandes enfilées entre des colonnes peintes sont des copies de celles de la Villa de Publius Fannius Synistor. Le bassin central a une profondeur d’environ un mètre. À la Villa des Papyrus, il était utilisé pour la natation ou la pisciculture.
À l'extérieur du péristyle, sur son côté ouest, le jardin aromatique abrite un grand nombre d'espèces florales et fruitières. On retrouve également les voies romaines, sentiers pavés comme ceux de Pompéi.
Quelques œuvres du péristyle extérieur :
| Objet | Description                                                                   |
| ----- | ----------------------------------------------------------------------------- |
|       | Hermès assis Statue en bronze, copie d'une œuvre romaine, l'Hermès assis      |
|       | Satyre ivre Statue en bronze, copie d'une œuvre romaine, le Satyre ivre       |
|       | Satyre endormi Statue en bronze, copie d'une œuvre romaine, le Satyre endormi |

### Jardin d’herbes aromatiques
Le jardin d'herbes aromatiques se trouve à l'ouest du péristyle extérieur. Les villas romaines possédaient souvent un jardin d’herbes aromatiques. Dans l’Antiquité, ces jardins potagers fournissaient des légumes et des assaisonnements pour cuisiner. Les plantes étaient également cultivées pour leur couleur, leur parfum et leurs propriétés médicinales. Des équipements comme un puits ou un bassin pour l’irrigation, ainsi qu'une cuisine et un bain étaient courants dans ces jardins potagers.

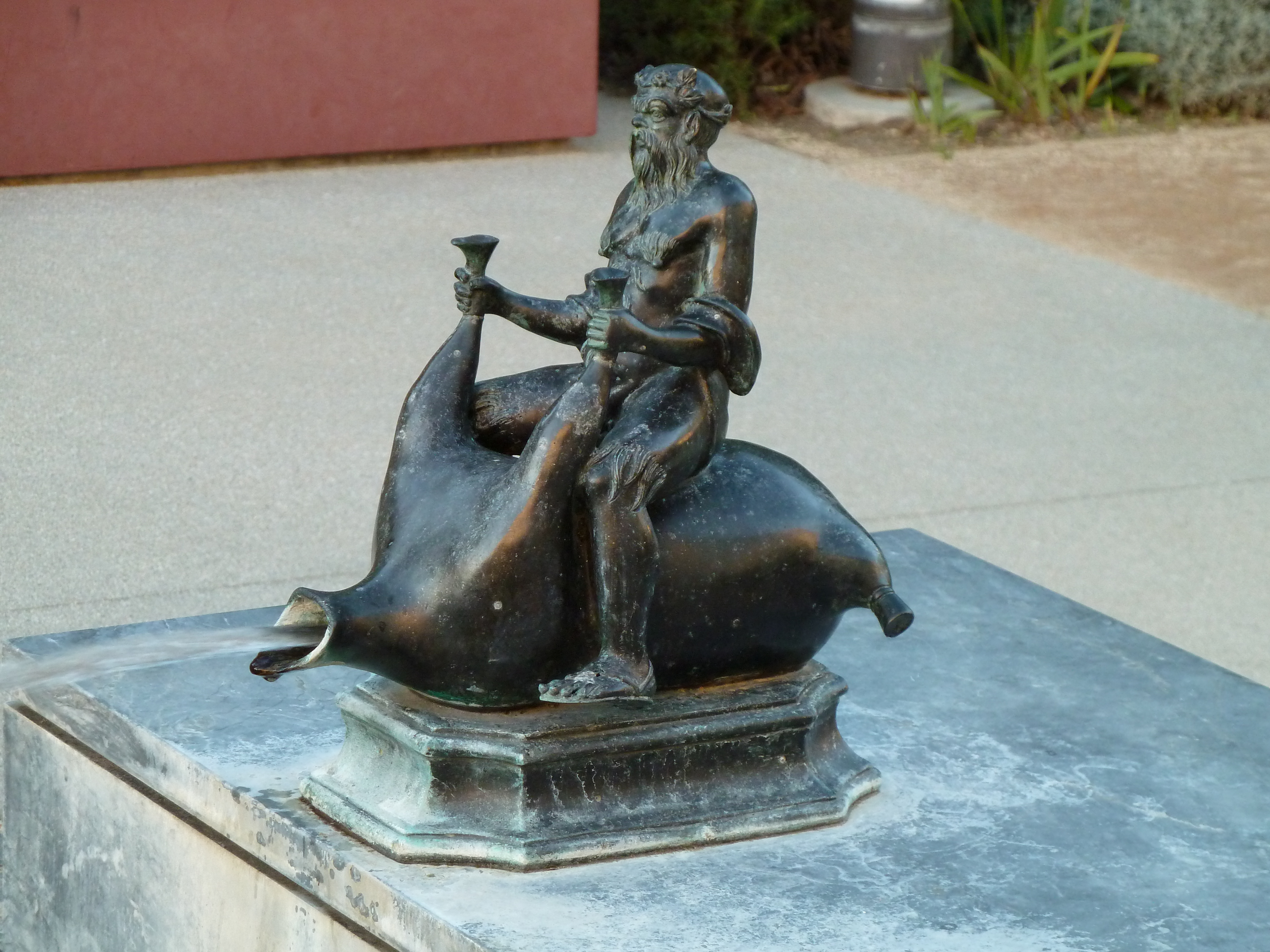
Statue en bronze de Silène, bassin du jardin d'herbes aromatiques.

Dans le jardin d’herbes aromatiques, les plantes et les arbres fruitiers originaires du bassin méditerranéen ont été disposés en motifs ornementaux et étiquetés avec leurs noms botaniques et communs. Le jardin compte une grande variété d’arbres fruitiers, notamment des pommiers, des grenades, des abricotiers, des figuiers, des coings et des poiriers. On y trouve des arbres méditerranéens : le laurier, le buis, le myrte, le lierre, le grenadier et le laurier-rose. Il cultive également des herbes utilisées en cuisine, telles que la menthe, le basilic, le thym, l’origan, la marjolaine et la sauge. Papyrus et nénuphars sont plantés dans la piscine centrale. Une trombe représentant Silène, compagnon de Dionysos, le dieu du vin, verse de l'eau dans un bassin. Le bec est une reproduction de celui trouvé dans l’atrium de la Villa des Papyrus.

### Jardin est
Au-delà de l’escalier est du bâtiment du musée de la villa se trouve le jardin est. Ce lieu paisible est ombragé par des sycomores et des lauriers. Deux fontaines agrémentent le lieu : la fontaine en mosaïque et en coquille sur le mur est encadrée par des masques théâtraux, tandis que des têtes de civettes en bronze jaillissent des ruisseaux de la fontaine centrale. Une seconde fontaine est décorée de têtes de lion.

## Œuvres du musée
Le premier étage est consacré aux antiquités étrusques et grecques, du néolithique à l'époque hellénistique. Le deuxième étage expose des sculptures, des bijoux, de la verrerie, des portraits du Fayoum et de nombreuses autres œuvres d’art de l’Empire romain. Les expositions temporaires ont lieu dans les salles 201 à 205.
Sélection d'œuvres, : 
| Objet | Description | Epoque / civilisation                          | N° de la salle    | Origine géographique                     | N° d'inventaire |
| ----- | --- | ---------------------------------------------- | ----------------- | ---------------------------------------- | --------------- |
|       | Athlète de Fano L'Athlète de Fano, également connu sous le nom Jeune Vainqueur ou Lysippe de Fano est une sculpture grecque en bronze, vers 300 / 100 av. J.-C. Dimensions et poids : 151,5 × 70 × 27,9 cm, 64 kg    | hellénistique (-323 / -30)                     | 111               | Grèce (créé), Italie (trouvé)            | 77.AB.30        |
|       | Kouros de Getty Statue grecque en marbre de l'époque archaïque achetée en 1985 pour 10 millions de dollars. L'expertise de Federico Zeri a conclu à la falsification.                                                | archaïque (-800 / -480)                        | n'est plus exposé |                                          |                 |
|       | Héraclès de Lansdowne Sculpture romaine en marbre d’environ 125 de notre ère. Copie d'une statue grecque du IVe siècle av. J.-C., peut-être du sculpteur Scopas. Dimensions et poids : 193,5 × 77,5 × 73 cm, 385 kg. | romain (-27 / 476)                             | 108               | Tivoli, Italie                           | 70.AA.109       |
|       | Statue de Jupiter ou Zeus de Marbury Hall Sculpture romaine en marbre, Ier siècle av. J.-C. Dimensions = 207 × 100 × 62,5 cm                                                                                         | romain(-27 / 476)                              | 207               | Tivoli, Italie                           | 73.AA.32        |
|       | Achille et Ajax Achille et Ajax jouant à un jeu de plateau. Amphore attique à figures noires. Vers 510 av. J.-C. | archaïque (-800 / -480)                        | 103               | Athènes, Grèce (créé)                    | 86.AE.81        |
|       | Sarcophage de Clazomènes Trouvé sur le site de la cité grecque de Clazomènes | hellénistique (-323 / -30)                     | 111               | Urla en Turquie                          | 77.AD.88        |
|       | Portraits du Fayoum Portrait d'une femme. Encaustique et dorure sur panneau de bois enveloppé de toile, vers 100/125, attribué au maître Isidore. H = 33,6 cm, L = 17,2 cm.                                          | romain (-27 / 476) ; Égypte romaine            | 210               | Ankyronopolis (El Hibeh, Égypte)         | 81.AP.42        |
|       | Groupe de Tarente Groupe sculpté de Tarente, Grande Grèce, 350/300 avant J.-C. Orphée assis sur un klismos, sirènes                                                                                                  | hellénistique (-323 / -30)                     | 109               | Tarente, Italie du Sud                   |                 |
|       | Couronne en or, vers 300-100 av. J.-C. Dimensions = 21,7 cm × 64,5 cm | hellénistique (-323 / -30)                     | 111               | Grèce                                    | 92.AM.89        |
|       | Rhyton en forme de cerf, empire séleucide (50 avant J.-C. / 50) - argent doré, yeux incrustés de verre, H = 26,5 cm, diamètre = 12,7 cm.                                                                             | parthe (-247 / 224)                            | 101E              | empire parthe                            | 86.AM.753       |
|       | Félin ailé Support de meuble, bronze avec dorure, 700-575 avant J.-C., H = 61 cm. | art tartéssien                                 | 101F              | Tartessos, Espagne                       | 79.AC.140       |
|       | Noces de Dionysos et d'Ariane Découvert à Rome en 1873. Sarcophage romain en marbre, vers 210-220. Dimensions : 40,5 × 172,5 × 47 cm.                                                                                | romain (-31 / 476)                             | 213               | Rome (créé), Vigna Casali, Rome (trouvé) | 83.AA.275       |
|       | Bague-sceau en or Attribué au Maître de Santa Eufemia (Grande Grèce), vers 340 - 320 avant J.-C., Dimensions = 2 × 1,4 × 0,8 cm. Vendue par Fritz Bürki & Son en 1988. Bellérophon sur Pégase.                       | hellénistique (-323 / -31)                     | 109               | Italie du sud                            | 88.AM.104       |
|       | Coupe à vin avec une scène bacchique Skyphos représentant des satyres, camée en verre blanc sur bleu, vers 25 avant J.-C. / 25 après J.-C. H = 10,5 cm, L = 17,6 cm.                                                 | romain (-27 / 476)                             | 214               | Rome, Italie                             | 84.AF.85        |
|       | Joueur de harpe Statue en marbre, art cycladique, vers 2700-2300 avant J.-C., H = 35,8 cm, L = 9,5 cm | âge du bronze (-3350 / -1200)                  | 113               | Cyclades, Grèce                          | 85.AA.103       |
|       | Jarre avec Polyphème Statue en marbre, art cycladique, vers 650-625 avant J.-C. | étrusque, période orientalisante (-720 / -580) | 110               |                                          |                 |
|       | Buste de Julia Titi Statue en marbre, vers 90. Dimensions : 33 × 22,5 × 24,4 cm. | romain (-27 / 476)                             | 209               | Rome, Italie (trouvé)                    | 58.AA.1         |
|       | Sarcophage avec des scènes de la vie d'Achille marbre, vers 180/220. L (cuve) = 249 cm, H (cuve) = 134 cm | romain (-31 / 476)                             | 213               | Athènes, Grèce (créé)                    | 95.AA.80        |

## Galerie

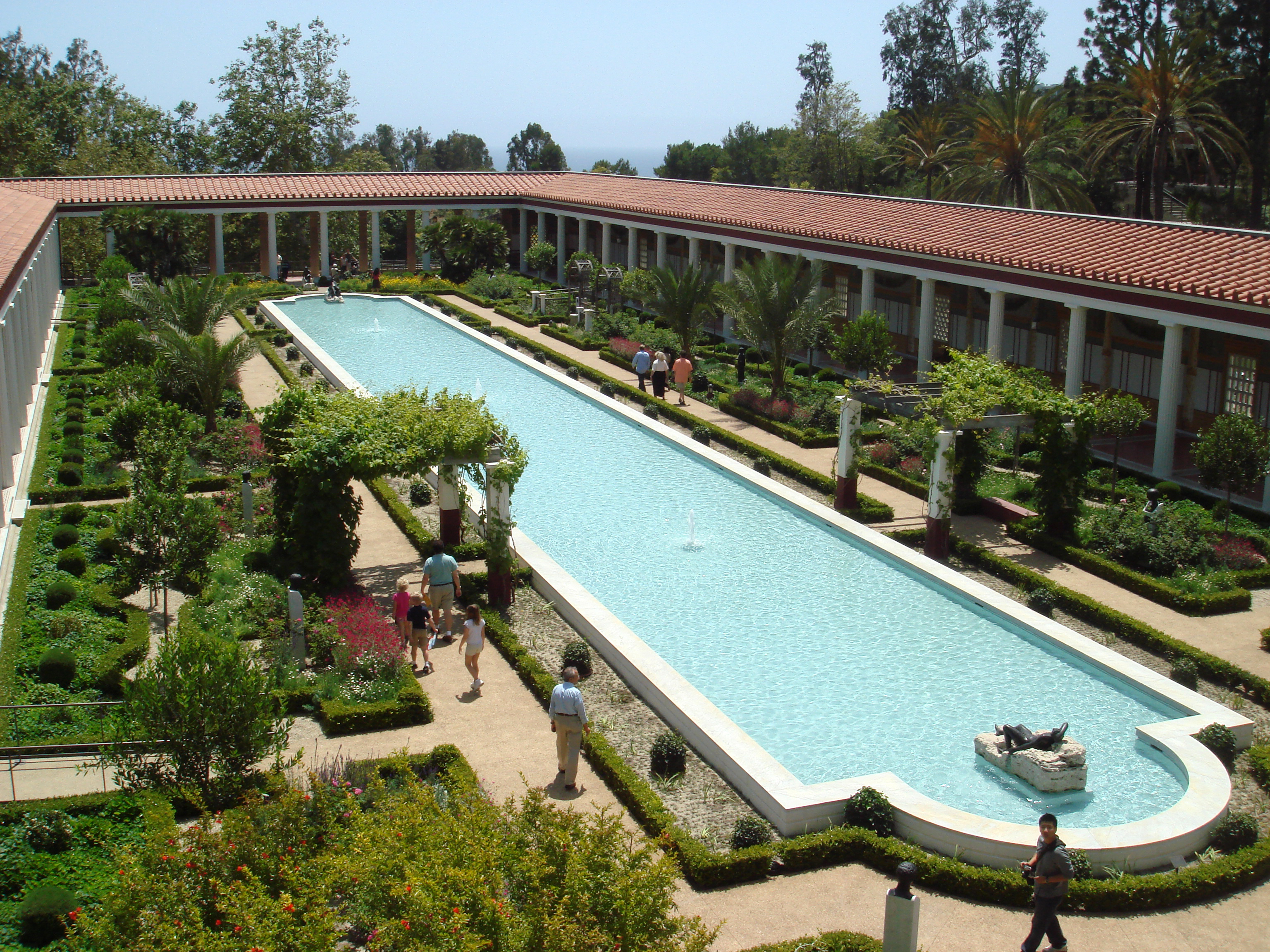
Péristyle extérieur
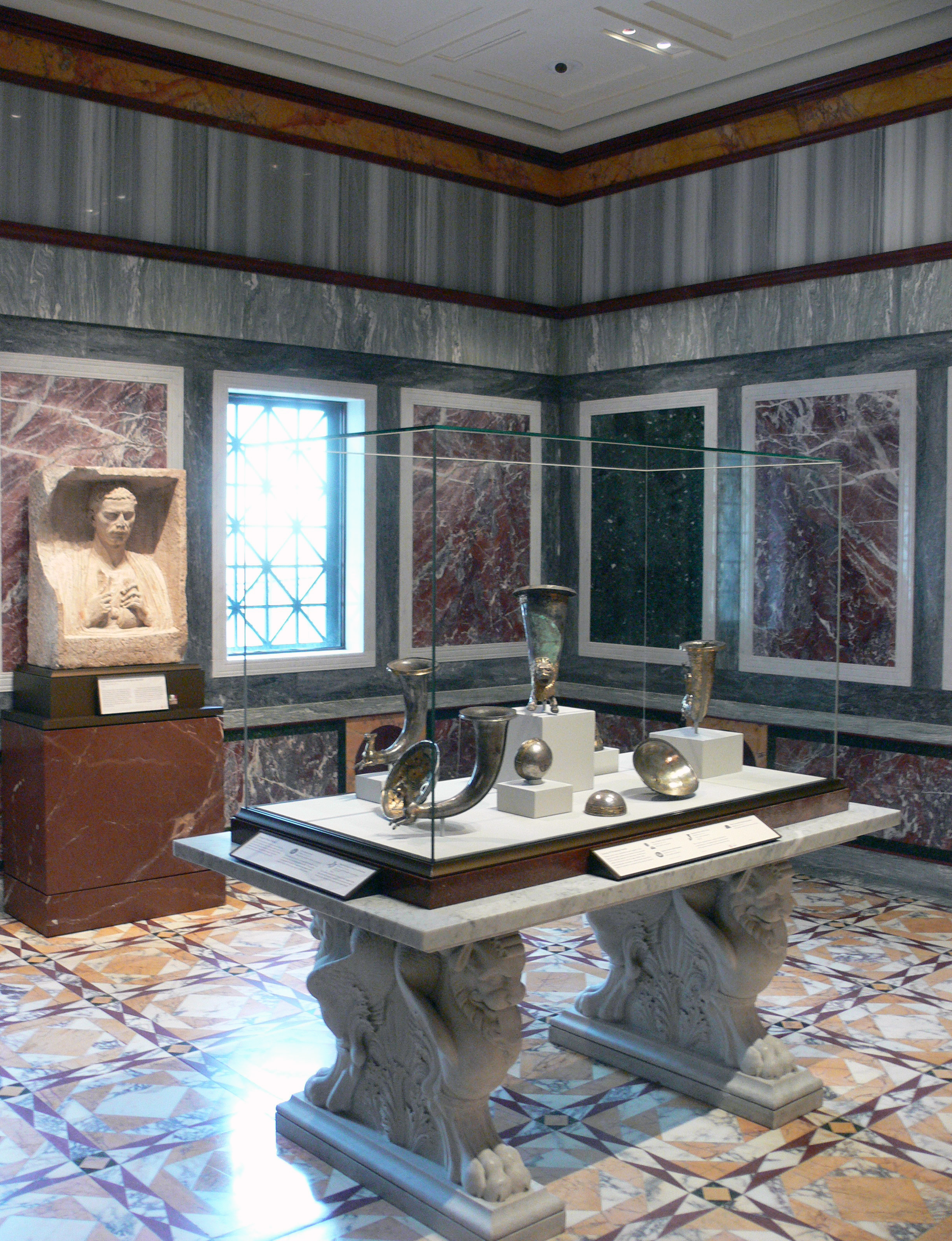
Salle d'exposition
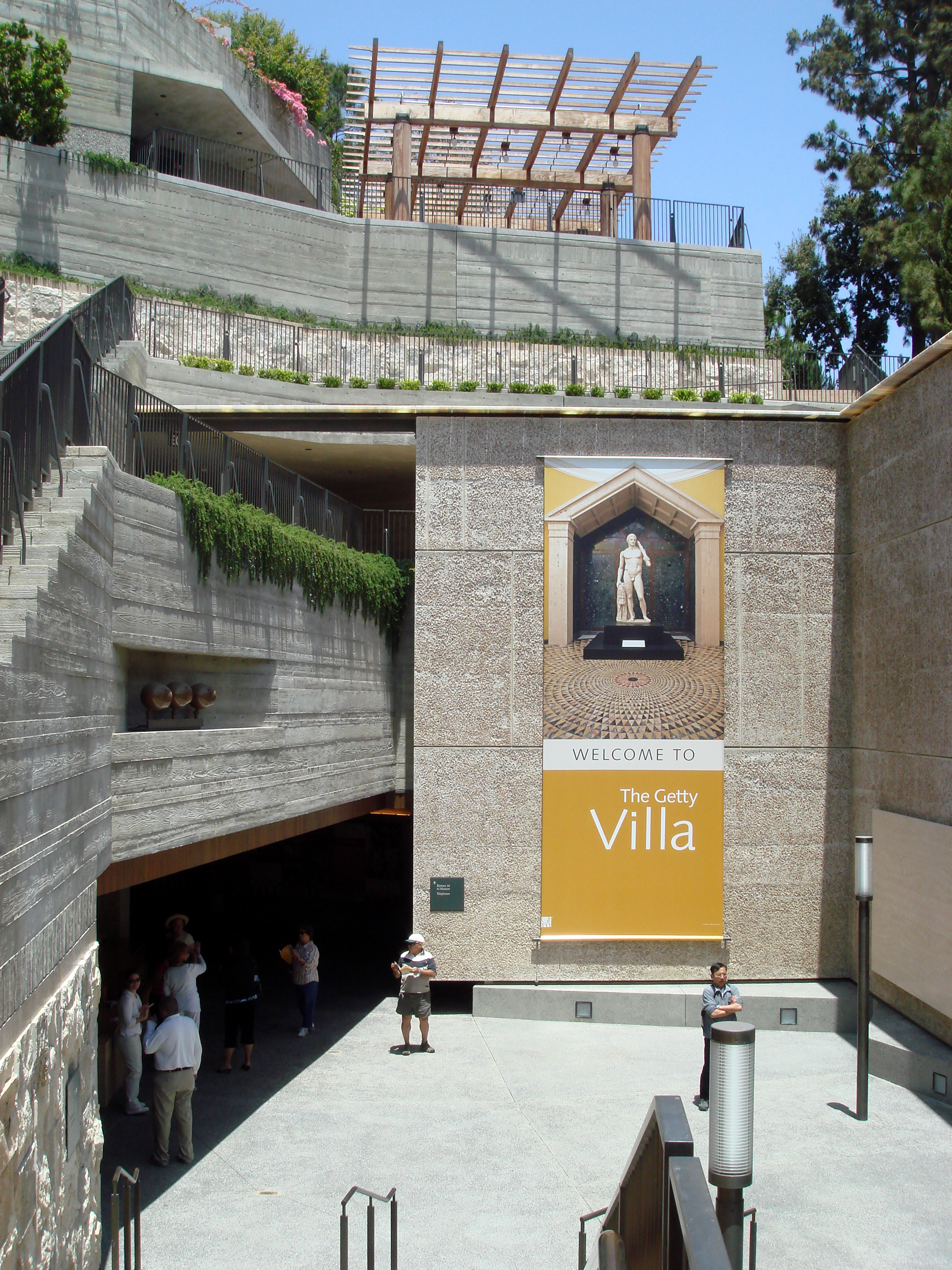
Entrée principale
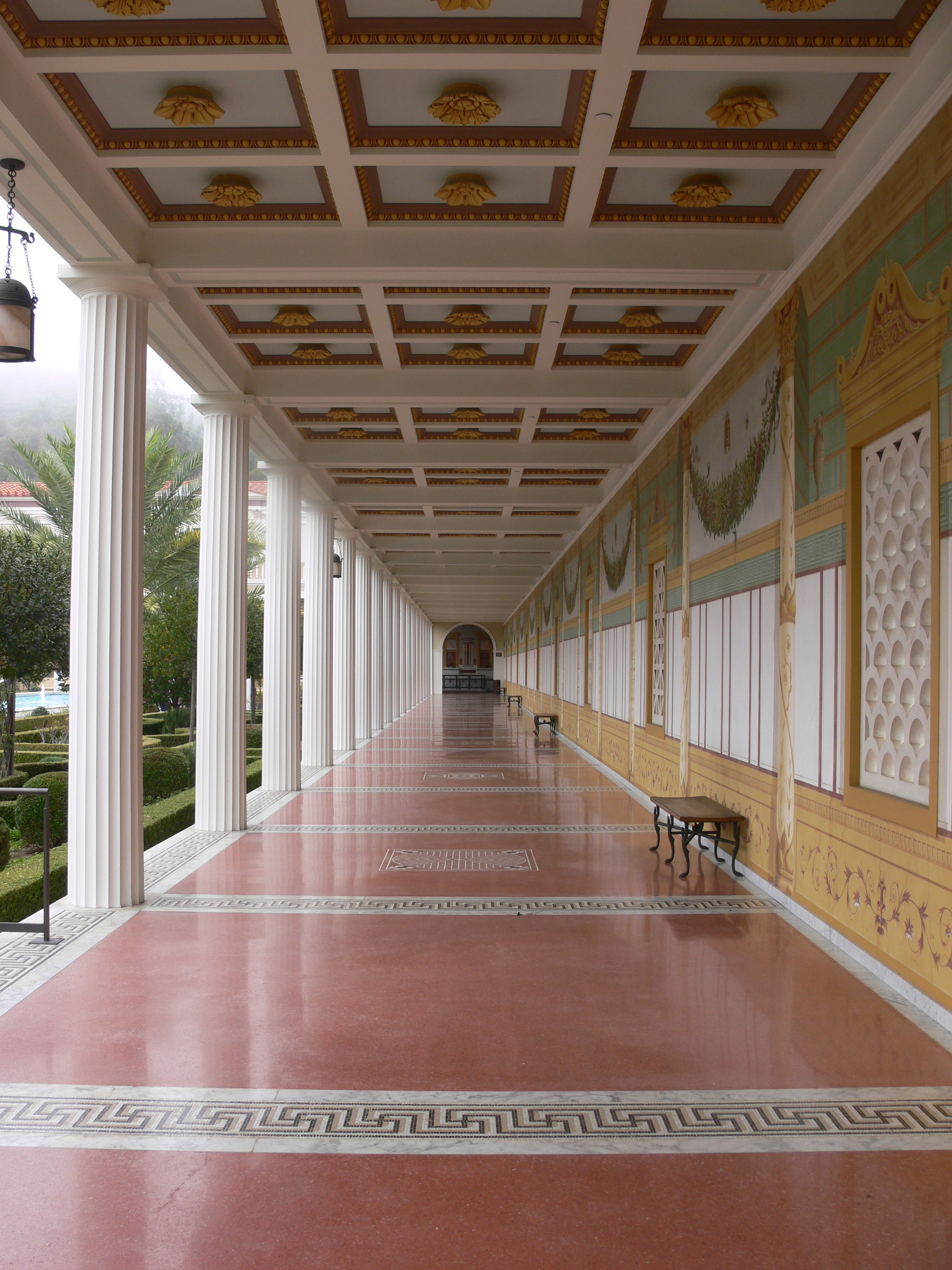
Colonnade du péristyle extérieur